# Cazador cargando su escopeta
Chasseur chargeant son fusil
Cazador cargando su escopeta (« Chasseur chargeant son fusil ») est un tableau de Francisco de Goya réalisé en 1775 et appartenant à la première série de cartons pour tapisserie destinée à la salle à manger du Prince des Asturies au palais de l'Escurial.

## Contexte
Tous les tableaux de la première série sont destinés à la salle à manger du Prince des Asturies, c'est-à-dire de celui qui allait devenir Charles IV et de son épouse Marie Louise de Parme, au palais de l'Escurial. Le tableau fut livré avec le reste de la série le 24 mai 1775.
Il fut considéré perdu jusqu'en 1869, lorsque la toile fut découverte dans le sous-sol du Palais royal de Madrid par Gregorio Cruzada Villaamil, et fut remise au musée du Prado en 1870 par les ordonnances du 19 janvier et du 9 février 1870, où elle est exposée dans la salle 90 avec le numéro de catalogue 5539. La toile est citée pour la première fois dans le catalogue du musée du Prado en 1876.
La série était composée de Perros y útiles de caza, Caza con reclamo, La Caza de la codorniz, El Pescador de caña, Cazador cargando su escopeta, El Cazador con sus perros, La Caza del jabalí, Caza muerta et Muchachos cazando con mochuelo.

## Analyse
Son format allongé reflète la position, en encoignure, qu’elle devait occuper dans la salle où elle était destinée.
La pièce montre un chasseur de chargeant son fusil, tandis qu'un chien se trouve à ses pieds. Au loin, derrière le chasseur, on note les têtes d’autres chasseurs. Comme dans toutes les œuvres de cette première série, Goya montre ici une vraie connaissance de la nature et intègre le personnage dans la végétation. Les silhouettes des arbres sont allongées, et s’adaptent au format vertical de la toile. 
Comme la partie de Chasse, elle fut vendue à un peu plus de 1 500 réaux et fut la toile la plus célèbre de la série et la favorite des princes. Très empreinte du style de Mengs et de Bayeu, son esthétique et la position des personnages se retrouve dans des toiles ultérieures le Cerf-volant et Le Mariage.